# John Norton (atleta)
John Kelley Norton (Santa Clara, Califòrnia, 16 d'abril de 1893 - Nova York, 28 de desembre de 1979) va ser un atleta estatunidenc, especialista en els 400 metres tanques, que va competir a començaments del segle xx.
El 1920 va prendre part en els Jocs Olímpics d'Anvers, on disputà la prova dels 400 metres tanques del programa d'atletisme. En ella guanyà la medalla de plata en quedar rere el seu compatriota Frank Loomis.
Poc abans dels Jocs havia establert el rècord del món dels 400 metres tanques amb un temps de 54.2".

## Millors marques
- 110 metres tanques. 15.1"(1920)
- 400 metres tanques. 53.1" (1921)[2]